# Veikkausliiga 2025
La Liga de fútbol de Finlandia 2025 (también conocida como Veikkausliiga por razones de patrocinio) es la 95.ª edición de la máxima competición profesional de fútbol en Finlandia. El torneo comenzara el 5 de abril de 2025 y finalizara el 31 de agosto de 2025.
Un total de 12 equipos participan en la competición, incluyendo 10 equipos de la temporada anterior, 1 proveniente de la Ykkösliiga 2024 y ganador del playoff.
El KuPS Kuopio es el campeón defensor.

## Formato
La competición consta de un grupo único integrado por doce clubes de toda la geografía finlandesa. Siguiendo un sistema de liga, los doce equipos se enfrentan todos contra todos en dos ocasiones, una en campo propio y otra en campo contrario, sumando un total de 22 jornadas. El orden de los encuentros se decide por sorteo antes de empezar la competición y la clasificación final se establece teniendo en cuenta los puntos obtenidos en cada enfrentamiento, a razón de tres por partido ganado, uno por empate y ninguno en caso de derrota.

### Clasificación para competiciones europeas
El mejor equipo se clasificará para la Liga de Campeones de la UEFA 2026-27. El campeón de la Copa de Finlandia 2025 y los siguientes dos mejores equipos ubicados no clasificados a la Liga de Campeones de la UEFA 2026-27 y a la Liga Europa de la UEFA 2026-27 clasificará a la Liga Conferencia de la UEFA 2026-27 y el último descenderá a la Ykkösliiga 2026.
No obstante, esta distribución se puede ver alterada si alguno de los equipos que han obtenido una plaza en alguna competición europea a través de las competiciones nacionales hubiera obtenido una plaza diferente tras la consecución de algún título europeo en la misma temporada, o hubiera obtenido dos plazas distintas en competiciones nacionales (una a través de la Liga y otra a través de la Copa), provocando así las siguientes dos excepciones:
- Excepción de la Copa de Finlandia: Si un equipo obtiene una plaza para la Liga Conferencia de la UEFA por ganar la Copa de Finlandia, pero finaliza la temporada en el primer lugar de la Veikkausliiga, la plaza obtenida en Copa pasa al segundo clasificado, siendo el equipo clasificado en cuarto lugar quien acceda a la plaza de la Liga Conferencia de la UEFA.

## Relevos
Doce equipos compiten en la liga: los 10 mejores equipos de la Veikkausliiga 2024 y los 2 equipos promovidos del Ykkösliiga 2024.
Los equipos ascendidos son KTP Kotka y Jaro Pietarsaari, que ascendieron tras 1 y 9 temporadas de ausencia, respectivamente. Reemplazarán a Lahti y Ekenäs, poniendo fin a sus períodos de 13 y 1 año en la máxima categoría, respectivamente.
| Pos. | Descendidos a Ykkösliiga |
| ---- | ------------------------ |
| 11.º | Lahti                    |
| 12.º | Ekenäs                   |

| Pos. | Ascendidos de Ykkösliiga |
| ---- | ------------------------ |
| 1.º  | KTP Kotka                |
| 2.º  | Jaro Pietarsaari         |

## Información
| Equipo           | Ciudad      | Entrenador         | Capitán              | Estadio                | Capacidad | Proveedor |
| ---------------- | ----------- | ------------------ | -------------------- | ---------------------- | --------- | --------- |
| Gnistan          | Helsinki    | Jussi Leppälahti   | Jukka Raitala        | Mustapekka Areena      | 2 200     | Puma      |
| Haka Valkeakoski | Valkeakoski | Andy Smith         | Niklas Friberg       | Tehtaan kenttä         | 3 516     | Puma      |
| HJK Helsinki     | Helsinki    | Miika Nuutinen INT | Daniel O'Shaughnessy | Bolt Arena             | 10 770    | Adidas    |
| Ilves Tampere    | Tampere     | Joonas Rantanen    | Otso Virtanen        | Tammelan Stadion       | 8 000     | Adidas    |
| Inter Turku      | Turku       | Vesa Vasara        | Juuso Hämäläinen     | Veritas Stadion        | 9 372     | Nike      |
| Jaro Pietarsaari | Jakobstad   | Niklas Vidjeskog   | Sergei Eremenko      | Jakobstads Centralplan | 5 000     | Puma      |
| KTP Kotka        | Kotka       | Jonas Nyholm       | Joona Toivio         | Arto Tolsa Areena      | 4 780     | Puma      |
| KuPS Kuopio      | Kuopio      | Jarkko Wiss        | Petteri Pennanen     | Väre Areena            | 5 000     | Puma      |
| Mariehamn        | Mariehamn   | Gary Williams      | Pontus Lindgren      | Wiklöf Holding Arena   | 1 650     | Puma      |
| Oulu             | Oulu        | Mikko Isokangas    | Niklas Jokelainen    | Raatti Stadium         | 5 000     | Craft     |
| SJK Seinäjoki    | Seinäjoki   | Stevie Grieve      | Rasmus Karjalainen   | OmaSP Stadion          | 5 817     | Adidas    |
| VPS Vaasa        | Vaasa       | Jussi Nuorela      | Jesper Engström      | Hietalahti Stadium     | 6 005     | Nike      |

### Cambios de entrenadores
| Equipo       | Entrenador (Jornadas)   | Fecha de vacante        | Tipo de salida             | Posición en la tabla | Entrenador entrante | Fecha de nombramiento |
| ------------ | ----------------------- | ----------------------- | -------------------------- | -------------------- | ------------------- | --------------------- |
| KuPS Kuopio  | Jani Honkavaara         | 20 de diciembre de 2024 | Contratado por Djurgårdens | Pretemporada         | Jarkko Wiss         | 15 de agosto de 2024  |
| HJK Helsinki | Toni Korkeakunnas (1–5) | 4 de mayo de 2025       | Despedido                  | 9.º                  | Miika Nuutinen INT  | 5 de mayo de 2025     |

## Localización
| Región                | N.º | Equipos                          |
| --------------------- | --- | -------------------------------- |
| Ostrobotnia           | 2   | Jaro Pietarsaari y VPS Vaasa     |
| Pirkanmaa             | 2   | Haka Valkeakoski y Ilves Tampere |
| Uusimaa               | 2   | Gnistan y HJK Helsinki           |
| Åland                 | 1   | Mariehamn                        |
| Finlandia Propia      | 1   | Inter Turku                      |
| Kymenlaakso           | 1   | KTP Kotka                        |
| Ostrobotnia del Norte | 1   | Oulu                             |
| Ostrobotnia del Sur   | 1   | SJK Seinäjoki                    |
| Savonia del Norte     | 1   | KuPS Kuopio                      |

## Clasificación

### Tabla de posiciones
|                                              | Equipo        | Puntos | J  | G  | E | P  | GF | GC | DG  |
| -------------------------------------------- | ------------- | ------ | -- | -- | - | -- | -- | -- | --- |
| 1                                            | Inter Turku   | 43     | 20 | 12 | 7 | 1  | 44 | 18 | 26  |
| 2                                            | KuPS          | 40     | 20 | 12 | 4 | 4  | 35 | 21 | 14  |
| 3                                            | Ilves         | 39     | 20 | 12 | 3 | 5  | 44 | 26 | 18  |
| 4                                            | HJK           | 38     | 20 | 12 | 2 | 6  | 47 | 26 | 21  |
| 5                                            | SJK           | 37     | 20 | 11 | 4 | 5  | 41 | 28 | 13  |
| 6                                            | Gnistan       | 25     | 20 | 6  | 7 | 7  | 30 | 35 | -5  |
| 7                                            | VPS           | 22     | 20 | 5  | 7 | 8  | 28 | 30 | -2  |
| 8                                            | Jaro          | 22     | 20 | 6  | 4 | 10 | 22 | 32 | -10 |
| 9                                            | IFK Mariehamn | 21     | 20 | 5  | 6 | 9  | 22 | 38 | -16 |
| 10                                           | Haka          | 16     | 20 | 4  | 4 | 12 | 23 | 37 | -14 |
| 11                                           | Oulu          | 15     | 20 | 4  | 3 | 13 | 25 | 43 | -18 |
| 12                                           | KTP           | 14     | 20 | 3  | 5 | 12 | 21 | 48 | -27 |
| Fuente: Flashscore; actualización automática |               |        |    |    |   |    |    |    |     |

### Evolución de la clasificación
| Equipo           | 01 | 02 | 03 | 04  | 05  | 06  | 07  | 08  | 09   | 10   | 11   | 12   | 13   | 14   | 15   | 16  | 17 | 18 | 19 | 20 | 21 | 22 |
| ---------------- | -- | -- | -- | --- | --- | --- | --- | --- | ---- | ---- | ---- | ---- | ---- | ---- | ---- | --- | -- | -- | -- | -- | -- | -- |
| Inter Turku      | 7  | 3  | 3  | 4*  | 3*  | 3*  | 3*  | 2*  | 2**  | 2**  | 2**  | 3**  | 1**  | 1**  | 3**  | 1*  | 1  | 1  | 1  | 1  |    |    |
| KuPS Kuopio      | 6  | 5  | 4  | 2   | 1   | 1   | 1   | 1   | 1    | 1    | 1    | 1    | 3    | 2    | 1    | 3   | 4  | 3  | 2  | 2  |    |    |
| Ilves Tampere    | 4  | 1  | 1  | 3*  | 4*  | 4*  | 4*  | 4*  | 3*   | 4*   | 3*   | 2*   | 4*   | 3*   | 2*   | 2   | 2  | 2  | 3  | 3  |    |    |
| HJK Helsinki     | 10 | 11 | 12 | 11* | 9*  | 10* | 7*  | 6*  | 5*   | 3*   | 4*   | 4*   | 2*   | 5*   | 5*   | 4*  | 3  | 4  | 4  | 4  |    |    |
| SJK Seinäjoki    | 5  | 2  | 2  | 1   | 2   | 2   | 2   | 3   | 4    | 6    | 5    | 5    | 5    | 4    | 4*   | 5*  | 5  | 5  | 5  | 5  |    |    |
| Gnistan          | 9  | 12 | 9  | 8*  | 11* | 8*  | 6*  | 7*  | 7**  | 7**  | 8**  | 7**  | 7**  | 7**  | 7**  | 6*  | 7  | 7  | 6  | 6  |    |    |
| VPS Vaasa        | 2  | 4  | 6  | 6*  | 7*  | 6*  | 5*  | 5*  | 6**  | 5**  | 6**  | 6**  | 6**  | 6**  | 6**  | 7*  | 6  | 6  | 8  | 7  |    |    |
| Jaro Pietarsaari | 1  | 6  | 7  | 7*  | 10* | 7*  | 10* | 10* | 10** | 10** | 10** | 10** | 10** | 10** | 10** | 9*  | 9  | 8  | 7  | 8  |    |    |
| Mariehamn        | 12 | 8  | 8  | 9   | 6   | 9   | 9   | 8   | 8*   | 8*   | 9*   | 9*   | 8*   | 8*   | 9*   | 8*  | 8  | 9  | 9  | 9  |    |    |
| Haka Valkeakoski | 3  | 7  | 5  | 5*  | 5*  | 5*  | 8*  | 9*  | 9**  | 9**  | 7**  | 8**  | 9**  | 9**  | 8**  | 10* | 10 | 10 | 10 | 10 |    |    |
| Oulu             | 8  | 10 | 11 | 12  | 12  | 12  | 12  | 12  | 12*  | 12*  | 12*  | 12*  | 12*  | 12*  | 12** | 11* | 11 | 11 | 11 | 11 |    |    |
| KTP Kotka        | 11 | 9  | 10 | 10* | 8*  | 11* | 11* | 11* | 11** | 11** | 11** | 11** | 11** | 11** | 11** | 12* | 12 | 12 | 12 | 12 |    |    |

(*) Indica la posición del equipo con un partido pendiente
(**) Indica la posición del equipo con dos partidos pendientes

## Resultados

### Primera vuelta
| Jornada 1        | Jornada 1 | Jornada 1        | Jornada 1            | Jornada 1  | Jornada 1 | Jornada 1    |
| Local            | Resultado | Visitante        | Estadio              | Fecha      | Hora      | Espectadores |
| ---------------- | --------- | ---------------- | -------------------- | ---------- | --------- | ------------ |
| Ilves Tampere    | 3 – 2     | HJK Helsinki     | Tammelan Stadion     | 5 de abril | 14:00     | 7 651        |
| Inter Turku      | 1 – 1     | KuPS Kuopio      | Veritas Stadion      | 5 de abril | 16:00     | 3 837        |
| KTP Kotka        | 0 – 1     | SJK Seinäjoki    | Arto Tolsa Areena    | 5 de abril | 16:00     | 2 245        |
| Mariehamn        | 0 – 2     | Jaro Pietarsaari | Wiklöf Holding Arena | 5 de abril | 16:00     | 1 224        |
| VPS Vaasa        | 4 – 3     | Oulu             | Hietalahti Stadium   | 5 de abril | 16:00     | 2 248        |
| Haka Valkeakoski | 3 – 2     | Gnistan          | Tehtaan kenttä       | 5 de abril | 18:00     | 2 635        |

| Jornada 2        | Jornada 2 | Jornada 2        | Jornada 2         | Jornada 2   | Jornada 2 | Jornada 2    |
| Local            | Resultado | Visitante        | Estadio           | Fecha       | Hora      | Espectadores |
| ---------------- | --------- | ---------------- | ----------------- | ----------- | --------- | ------------ |
| KTP Kotka        | 2 – 2     | VPS Vaasa        | Arto Tolsa Areena | 11 de abril | 17:00     | 1 755        |
| SJK Seinäjoki    | 1 – 0     | HJK Helsinki     | OmaSP Stadion     | 11 de abril | 19:00     | 4 048        |
| Ilves Tampere    | 2 – 1     | Jaro Pietarsaari | Tammelan Stadion  | 12 de abril | 13:30     | 3 902        |
| Haka Valkeakoski | 0 – 1     | Mariehamn        | Tehtaan kenttä    | 12 de abril | 14:00     | 2 480        |
| Inter Turku      | 3 – 0     | Gnistan          | Veritas Stadion   | 12 de abril | 16:00     | 2 466        |
| KuPS Kuopio      | 1 – 0     | Oulu             | Väre Areena       | 12 de abril | 18:23     | 1 784        |

| Jornada 3        | Jornada 3 | Jornada 3        | Jornada 3            | Jornada 3   | Jornada 3 | Jornada 3    |
| Local            | Resultado | Visitante        | Estadio              | Fecha       | Hora      | Espectadores |
| ---------------- | --------- | ---------------- | -------------------- | ----------- | --------- | ------------ |
| VPS Vaasa        | 0 – 2     | Inter Turku      | Hietalahti Stadium   | 19 de abril | 14:00     | 2 481        |
| Haka Valkeakoski | 2 – 1     | Oulu             | Tehtaan kenttä       | 19 de abril | 16:00     | 2 593        |
| KTP Kotka        | 0 – 5     | Ilves Tampere    | Arto Tolsa Areena    | 19 de abril | 16:00     | 2 715        |
| Mariehamn        | 1 – 2     | SJK Seinäjoki    | Wiklöf Holding Arena | 19 de abril | 16:00     | 1 009        |
| KuPS Kuopio      | 1 – 0     | Jaro Pietarsaari | Väre Areena          | 19 de abril | 18:00     | 2 124        |
| HJK Helsinki     | 0 – 1     | Gnistan          | Bolt Arena           | 22 de abril | 18:00     | 6 220        |

| Jornada 4        | Jornada 4 | Jornada 4        | Jornada 4              | Jornada 4   | Jornada 4 | Jornada 4    |
| Local            | Resultado | Visitante        | Estadio                | Fecha       | Hora      | Espectadores |
| ---------------- | --------- | ---------------- | ---------------------- | ----------- | --------- | ------------ |
| Oulu             | 1 – 4     | Inter Turku      | Raatti Stadium         | 26 de abril | 14:00     | 1 886        |
| Jaro Pietarsaari | 2 – 3     | KTP Kotka        | Jakobstads Centralplan | 26 de abril | 16:00     | 1 290        |
| HJK Helsinki     | 3 – 1     | VPS Vaasa        | Bolt Arena             | 26 de abril | 18:00     | 4 120        |
| Gnistan          | 1 – 2     | KuPS Kuopio      | Mustapekka Areena      | 27 de abril | 15:00     | 2 253        |
| Mariehamn        | 3 – 2     | Ilves Tampere    | Wiklöf Holding Arena   | 27 de abril | 17:30     | 893          |
| SJK Seinäjoki    | 2 – 2     | Haka Valkeakoski | OmaSP Stadion          | 28 de abril | 18:00     | 2 402        |

| Jornada 5        | Jornada 5 | Jornada 5        | Jornada 5          | Jornada 5 | Jornada 5 | Jornada 5    |
| Local            | Resultado | Visitante        | Estadio            | Fecha     | Hora      | Espectadores |
| ---------------- | --------- | ---------------- | ------------------ | --------- | --------- | ------------ |
| Haka Valkeakoski | 0 – 1     | Jaro Pietarsaari | Tehtaan kenttä     | 2 de mayo | 17:00     | 2 422        |
| KTP Kotka        | 1 – 3     | Oulu             | Arto Tolsa Areena  | 2 de mayo | 17:00     | 2 214        |
| VPS Vaasa        | 1 – 0     | Ilves Tampere    | Hietalahti Stadium | 2 de mayo | 17:00     | 3 022        |
| KuPS Kuopio      | 1 – 0     | SJK Seinäjoki    | Väre Areena        | 2 de mayo | 19:00     | 1 612        |
| Gnistan          | 2 – 0     | Mariehamn        | Mustapekka Areena  | 3 de mayo | 14:00     | 2 072        |
| Inter Turku      | 1 – 1     | HJK Helsinki     | Veritas Stadion    | 3 de mayo | 16:00     | 4 489        |

| Jornada 6        | Jornada 6 | Jornada 6        | Jornada 6              | Jornada 6  | Jornada 6 | Jornada 6    |
| Local            | Resultado | Visitante        | Estadio                | Fecha      | Hora      | Espectadores |
| ---------------- | --------- | ---------------- | ---------------------- | ---------- | --------- | ------------ |
| Ilves Tampere    | 3 – 2     | Haka Valkeakoski | Tammelan Stadion       | 9 de mayo  | 18:31     | 6 101        |
| KuPS Kuopio      | 3 – 0     | KTP Kotka        | Väre Areena            | 10 de mayo | 14:00     | 2 230        |
| Mariehamn        | 2 – 2     | Inter Turku      | Wiklöf Holding Arena   | 10 de mayo | 16:00     | 1 667        |
| Oulu             | 2 – 3     | Gnistan          | Raatti Stadium         | 10 de mayo | 18:00     | 1 536        |
| Jaro Pietarsaari | 0 – 3     | HJK Helsinki     | Jakobstads Centralplan | 11 de mayo | 15:00     | 2 346        |
| SJK Seinäjoki    | 2 – 3     | VPS Vaasa        | OmaSP Stadion          | 12 de mayo | 18:00     | 6 075        |

| Jornada 7        | Jornada 7 | Jornada 7        | Jornada 7          | Jornada 7  | Jornada 7 | Jornada 7    |
| Local            | Resultado | Visitante        | Estadio            | Fecha      | Hora      | Espectadores |
| ---------------- | --------- | ---------------- | ------------------ | ---------- | --------- | ------------ |
| Gnistan          | 2 – 2     | SJK Seinäjoki    | Mustapekka Areena  | 16 de mayo | 17:00     | 2 504        |
| Haka Valkeakoski | 1 – 3     | KuPS Kuopio      | Tehtaan kenttä     | 16 de mayo | 19:00     | 2 815        |
| HJK Helsinki     | 4 – 1     | KTP Kotka        | Bolt Arena         | 17 de mayo | 16:00     | 6 525        |
| Inter Turku      | 3 – 1     | Ilves Tampere    | Veritas Stadion    | 17 de mayo | 16:00     | 4 027        |
| Oulu             | 0 – 1     | Mariehamn        | Raatti Stadium     | 17 de mayo | 16:00     | 1 494        |
| VPS Vaasa        | 0 – 0     | Jaro Pietarsaari | Hietalahti Stadium | 17 de mayo | 18:00     | 3 602        |

| Jornada 8        | Jornada 8 | Jornada 8        | Jornada 8              | Jornada 8  | Jornada 8 | Jornada 8    |
| Local            | Resultado | Visitante        | Estadio                | Fecha      | Hora      | Espectadores |
| ---------------- | --------- | ---------------- | ---------------------- | ---------- | --------- | ------------ |
| KTP Kotka        | 0 – 0     | Haka Valkeakoski | Arto Tolsa Areena      | 23 de mayo | 17:00     | 2 285        |
| Jaro Pietarsaari | 1 – 1     | Gnistan          | Jakobstads Centralplan | 24 de mayo | 14:00     | 1 435        |
| Ilves Tampere    | 0 – 0     | Oulu             | Tammelan Stadion       | 24 de mayo | 16:00     | 5 206        |
| Mariehamn        | 0 – 4     | HJK Helsinki     | Wiklöf Holding Arena   | 24 de mayo | 18:00     | 1 250        |
| KuPS Kuopio      | 0 – 2     | VPS Vaasa        | Väre Areena            | 25 de mayo | 15:00     | 2 329        |
| SJK Seinäjoki    | 0 – 1     | Inter Turku      | OmaSP Stadion          | 25 de mayo | 17:30     | 3 308        |

| Jornada 9        | Jornada 9 | Jornada 9     | Jornada 9              | Jornada 9  | Jornada 9 | Jornada 9    |
| Local            | Resultado | Visitante     | Estadio                | Fecha      | Hora      | Espectadores |
| ---------------- | --------- | ------------- | ---------------------- | ---------- | --------- | ------------ |
| KTP Kotka        | 2 – 2     | Mariehamn     | Arto Tolsa Areena      | 31 de mayo | 14:00     | 1 690        |
| Haka Valkeakoski | 2 – 1     | VPS Vaasa     | Tehtaan kenttä         | 31 de mayo | 16:00     | 2 488        |
| Oulu             | 2 – 2     | SJK Seinäjoki | Raatti Stadium         | 31 de mayo | 16:00     | 1 212        |
| HJK Helsinki     | 0 – 0     | KuPS Kuopio   | Bolt Arena             | 31 de mayo | 18:00     | 8 133        |
| Gnistan          | 0 – 2     | Ilves Tampere | Mustapekka Areena      | 1 de junio | 15:00     | 2 780        |
| Jaro Pietarsaari | 0 – 1     | Inter Turku   | Jakobstads Centralplan | 1 de junio | 17:30     | 1 577        |

| Jornada 10    | Jornada 10 | Jornada 10       | Jornada 10           | Jornada 10  | Jornada 10 | Jornada 10   |
| Local         | Resultado  | Visitante        | Estadio              | Fecha       | Hora       | Espectadores |
| ------------- | ---------- | ---------------- | -------------------- | ----------- | ---------- | ------------ |
| Inter Turku   | 1 – 1      | Haka Valkeakoski | Veritas Stadion      | 14 de junio | 13:00      | 3 328        |
| Oulu          | 0 – 4      | HJK Helsinki     | Raatti Stadium       | 14 de junio | 16:00      | 3 649        |
| Gnistan       | 2 – 1      | KTP Kotka        | Mustapekka Areena    | 14 de junio | 18:00      | 2 553        |
| KuPS Kuopio   | 0 – 3      | Ilves Tampere    | Väre Areena          | 14 de junio | 18:00      | 3 497        |
| Mariehamn     | 1 – 5      | VPS Vaasa        | Wiklöf Holding Arena | 14 de junio | 18:00      | 2 267        |
| SJK Seinäjoki | 3 – 1      | Jaro Pietarsaari | OmaSP Stadion        | 14 de junio | 18:00      | 3 402        |

| Jornada 11       | Jornada 11 | Jornada 11       | Jornada 11             | Jornada 11  | Jornada 11 | Jornada 11   |
| Local            | Resultado  | Visitante        | Estadio                | Fecha       | Hora       | Espectadores |
| ---------------- | ---------- | ---------------- | ---------------------- | ----------- | ---------- | ------------ |
| Ilves Tampere    | 2 – 3      | SJK Seinäjoki    | Tammelan Stadion       | 18 de junio | 17:00      | 6 466        |
| Mariehamn        | 1 – 0      | KuPS Kuopio      | Wiklöf Holding Arena   | 18 de junio | 17:00      | 1 002        |
| HJK Helsinki     | 3 – 1      | Haka Valkeakoski | Bolt Arena             | 18 de junio | 21:00      | 4 457        |
| Jaro Pietarsaari | 2 – 1      | Oulu             | Jakobstads Centralplan | 18 de junio | 21:00      | 1 552        |
| VPS Vaasa        | 0 – 0      | Gnistan          | Hietalahti Stadium     | 18 de junio | 21:00      | 2 678        |
| Inter Turku      | 5 – 0      | KTP Kotka        | Veritas Stadion        | 19 de junio | 18:00      | 2 321        |

### Segunda vuelta
| Jornada 12       | Jornada 12 | Jornada 12       | Jornada 12        | Jornada 12  | Jornada 12 | Jornada 12   |
| Local            | Resultado  | Visitante        | Estadio           | Fecha       | Hora       | Espectadores |
| ---------------- | ---------- | ---------------- | ----------------- | ----------- | ---------- | ------------ |
| Gnistan          | 2 – 2      | Inter Turku      | Mustapekka Areena | 27 de junio | 17:00      | 2 470        |
| KuPS Kuopio      | 3 – 0      | HJK Helsinki     | Väre Areena       | 27 de junio | 19:00      | 4 017        |
| SJK Seinäjoki    | 4 – 1      | Mariehamn        | OmaSP Stadion     | 28 de junio | 11:00      | 2 419        |
| Haka Valkeakoski | 0 – 4      | Ilves Tampere    | Tehtaan kenttä    | 28 de junio | 17:00      | 3 780        |
| KTP Kotka        | 3 – 2      | Jaro Pietarsaari | Arto Tolsa Areena | 28 de junio | 19:00      | 2 415        |
| Oulu             | 2 – 1      | VPS Vaasa        | Raatti Stadium    | 28 de junio | 21:00      | 1 671        |

| Jornada 13    | Jornada 13 | Jornada 13       | Jornada 13         | Jornada 13  | Jornada 13 | Jornada 13   |
| Local         | Resultado  | Visitante        | Estadio            | Fecha       | Hora       | Espectadores |
| ------------- | ---------- | ---------------- | ------------------ | ----------- | ---------- | ------------ |
| SJK Seinäjoki | 3 – 1      | Oulu             | OmaSP Stadion      | 23 de abril | 19:00      | 3 251        |
| KuPS Kuopio   | 6 – 2      | Gnistan          | Väre Areena        | 1 de julio  | 18:00      | 3 216        |
| HJK Helsinki  | 2 – 3      | Jaro Pietarsaari | Bolt Arena         | 2 de julio  | 18:00      | 5 368        |
| Ilves Tampere | 2 – 1      | KTP Kotka        | Tammelan Stadion   | 2 de julio  | 18:00      | 5 455        |
| Inter Turku   | 0 – 0      | Mariehamn        | Veritas Stadion    | 2 de julio  | 18:00      | 2 882        |
| VPS Vaasa     | 1 – 2      | Haka Valkeakoski | Hietalahti Stadium | 2 de julio  | 18:00      | 2 608        |

| Jornada 14       | Jornada 14 | Jornada 14    | Jornada 14             | Jornada 14 | Jornada 14 | Jornada 14   |
| Local            | Resultado  | Visitante     | Estadio                | Fecha      | Hora       | Espectadores |
| ---------------- | ---------- | ------------- | ---------------------- | ---------- | ---------- | ------------ |
| Oulu             | 2 – 2      | KuPS Kuopio   | Raatti Stadium         | 4 de julio | 18:00      | 1 323        |
| SJK Seinäjoki    | 1 – 1      | Ilves Tampere | OmaSP Stadion          | 5 de julio | 17:00      | 3 627        |
| VPS Vaasa        | 0 – 2      | HJK Helsinki  | Hietalahti Stadium     | 5 de julio | 19:00      | 4 632        |
| Jaro Pietarsaari | 1 – 1      | Mariehamn     | Jakobstads Centralplan | 6 de julio | 16:00      | 2 144        |
| Haka Valkeakoski | 0 – 1      | Inter Turku   | Tehtaan kenttä         | 6 de julio | 18:30      | 2 496        |
| KTP Kotka        | 0 – 0      | Gnistan       | Arto Tolsa Areena      | 7 de julio | 18:00      | 3 049        |

| Jornada 15    | Jornada 15 | Jornada 15       | Jornada 15        | Jornada 15  | Jornada 15 | Jornada 15   |
| Local         | Resultado  | Visitante        | Estadio           | Fecha       | Hora       | Espectadores |
| ------------- | ---------- | ---------------- | ----------------- | ----------- | ---------- | ------------ |
| KuPS Kuopio   | 4 – 1      | Mariehamn        | Väre Areena       | 23 de abril | 18:00      | 1 753        |
| HJK Helsinki  | 4 – 2      | SJK Seinäjoki    | Bolt Arena        | 20 de mayo  | 18:00      | 6 158        |
| Inter Turku   | 3 – 1      | Jaro Pietarsaari | Veritas Stadion   | 12 de julio | 17:00      | 2 738        |
| Gnistan       | 2 – 0      | Haka Valkeakoski | Mustapekka Areena | 13 de julio | 16:00      | 2 421        |
| Oulu          | 3 – 2      | KTP Kotka        | Raatti Stadium    | 13 de julio | 18:30      | 2 441        |
| Ilves Tampere | 3 – 2      | VPS Vaasa        | Tammelan Stadion  | 14 de julio | 18:00      | 5 348        |

| Jornada 16       | Jornada 16 | Jornada 16       | Jornada 16             | Jornada 16  | Jornada 16 | Jornada 16   |
| Local            | Resultado  | Visitante        | Estadio                | Fecha       | Hora       | Espectadores |
| ---------------- | ---------- | ---------------- | ---------------------- | ----------- | ---------- | ------------ |
| KTP Kotka        | 2 – 2      | Inter Turku      | Arto Tolsa Areena      | 18 de julio | 18:00      | 2 678        |
| VPS Vaasa        | 1 – 1      | KuPS Kuopio      | Hietalahti Stadium     | 19 de julio | 17:00      | 2 789        |
| SJK Seinäjoki    | 3 – 1      | Gnistan          | OmaSP Stadion          | 20 de julio | 16:00      | 2 633        |
| HJK Helsinki     | 3 – 1      | Oulu             | Bolt Arena             | 20 de julio | 18:30      | 6 943        |
| Jaro Pietarsaari | 0 – 1      | Ilves Tampere    | Jakobstads Centralplan | 20 de julio | 18:30      | 2 502        |
| Mariehamn        | 1 – 1      | Haka Valkeakoski | Wiklöf Holding Arena   | 21 de julio | 18:00      | 1 698        |

| Jornada 17       | Jornada 17 | Jornada 17    | Jornada 17             | Jornada 17  | Jornada 17 | Jornada 17   |
| Local            | Resultado  | Visitante     | Estadio                | Fecha       | Hora       | Espectadores |
| ---------------- | ---------- | ------------- | ---------------------- | ----------- | ---------- | ------------ |
| Ilves Tampere    | 3 – 0      | KuPS Kuopio   | Tammelan Stadion       | 21 de mayo  | 18:00      | 5 164        |
| Jaro Pietarsaari | 2 – 2      | VPS Vaasa     | Jakobstads Centralplan | 25 de julio | 19:00      | 3 616        |
| Haka Valkeakoski | 2 – 3      | KTP Kotka     | Tehtaan kenttä         | 26 de julio | 15:00      | 2 768        |
| Mariehamn        | 0 – 1      | Oulu          | Wiklöf Holding Arena   | 26 de julio | 16:00      | 1 385        |
| Inter Turku      | 4 – 1      | SJK Seinäjoki | Veritas Stadion        | 27 de julio | 17:00      | 3 107        |
| Gnistan          | 2 – 4      | HJK Helsinki  | Mustapekka Areena      | 28 de julio | 19:00      | 3 112        |

| Jornada 18    | Jornada 18 | Jornada 18       | Jornada 18         | Jornada 18  | Jornada 18 | Jornada 18   |
| Local         | Resultado  | Visitante        | Estadio            | Fecha       | Hora       | Espectadores |
| ------------- | ---------- | ---------------- | ------------------ | ----------- | ---------- | ------------ |
| VPS Vaasa     | 1 – 1      | Mariehamn        | Hietalahti Stadium | 1 de agosto | 18:00      | 2 574        |
| KuPS Kuopio   | 3 – 2      | Haka Valkeakoski | Väre Areena        | 2 de agosto | 17:00      | 2 704        |
| Oulu          | 0 – 1      | Jaro Pietarsaari | Raatti Stadium     | 2 de agosto | 19:00      | 2 487        |
| SJK Seinäjoki | 3 – 0      | KTP Kotka        | OmaSP Stadion      | 3 de agosto | 16:00      | 2 635        |
| Ilves Tampere | 2 – 2      | Gnistan          | Tammelan Stadion   | 4 de agosto | 18:00      | 6 394        |
| HJK Helsinki  | 1 – 4      | Inter Turku      | Bolt Arena         | 4 de agosto | 19:00      | 7 003        |

| Jornada 19       | Jornada 19 | Jornada 19       | Jornada 19             | Jornada 19   | Jornada 19 | Jornada 19   |
| Local            | Resultado  | Visitante        | Estadio                | Fecha        | Hora       | Espectadores |
| ---------------- | ---------- | ---------------- | ---------------------- | ------------ | ---------- | ------------ |
| Inter Turku      | 3 – 2      | Oulu             | Veritas Stadion        | 8 de agosto  | 18:00      | 3 041        |
| Jaro Pietarsaari | 2 – 1      | Haka Valkeakoski | Jakobstads Centralplan | 9 de agosto  | 15:00      | 3 120        |
| KTP Kotka        | 0 – 2      | KuPS Kuopio      | Arto Tolsa Areena      | 9 de agosto  | 17:00      | 2 815        |
| Mariehamn        | 2 – 5      | Gnistan          | Wiklöf Holding Arena   | 9 de agosto  | 19:00      | 1 164        |
| VPS Vaasa        | 1 – 2      | SJK Seinäjoki    | Hietalahti Stadium     | 10 de agosto | 18:30      | 3 789        |
| HJK Helsinki     | 5 – 1      | Ilves Tampere    | Bolt Arena             | 11 de agosto | 19:00      | 7 879        |

| Jornada 20       | Jornada 20 | Jornada 20    | Jornada 20             | Jornada 20   | Jornada 20 | Jornada 20   |
| Local            | Resultado  | Visitante     | Estadio                | Fecha        | Hora       | Espectadores |
| ---------------- | ---------- | ------------- | ---------------------- | ------------ | ---------- | ------------ |
| Gnistan          | 0 – 0      | VPS Vaasa     | Mustapekka Areena      | 15 de agosto | 18:00      | T.B.D        |
| Oulu             | 0 – 4      | Ilves Tampere | Raatti Stadium         | 16 de agosto | 17:00      | T.B.D        |
| Mariehamn        | 3 – 0      | KTP Kotka     | Wiklöf Holding Arena   | 16 de agosto | 19:00      | T.B.D        |
| Haka Valkeakoski | 1 – 2      | HJK Helsinki  | Tehtaan kenttä         | 17 de agosto | 15:00      | T.B.D        |
| KuPS Kuopio      | 2 – 1      | Inter Turku   | Väre Areena            | 17 de agosto | 17:00      | T.B.D        |
| Jaro Pietarsaari | 0 – 4      | SJK Seinäjoki | Jakobstads Centralplan | 18 de agosto | 19:00      | T.B.D        |

| Jornada 21       | Jornada 21 | Jornada 21    | Jornada 21             | Jornada 21   | Jornada 21 | Jornada 21   |
| Local            | Resultado  | Visitante     | Estadio                | Fecha        | Hora       | Espectadores |
| ---------------- | ---------- | ------------- | ---------------------- | ------------ | ---------- | ------------ |
| VPS Vaasa        | v.s.       | KTP Kotka     | Hietalahti Stadium     | 22 de agosto | 18:00      | T.B.D        |
| Gnistan          | v.s.       | Oulu          | Mustapekka Areena      | 23 de agosto | 15:00      | T.B.D        |
| Ilves Tampere    | v.s.       | Inter Turku   | Tammelan Stadion       | 23 de agosto | 17:00      | T.B.D        |
| Jaro Pietarsaari | v.s.       | KuPS Kuopio   | Jakobstads Centralplan | 23 de agosto | 17:00      | T.B.D        |
| HJK Helsinki     | v.s.       | Mariehamn     | Bolt Arena             | 24 de agosto | 15:00      | T.B.D        |
| Haka Valkeakoski | v.s.       | SJK Seinäjoki | Tehtaan kenttä         | 25 de agosto | 18:00      | T.B.D        |

| Jornada 22    | Jornada 22 | Jornada 22       | Jornada 22        | Jornada 22   | Jornada 22 | Jornada 22   |
| Local         | Resultado  | Visitante        | Estadio           | Fecha        | Hora       | Espectadores |
| ------------- | ---------- | ---------------- | ----------------- | ------------ | ---------- | ------------ |
| Gnistan       | v.s.       | Jaro Pietarsaari | Mustapekka Areena | 31 de agosto | 17:00      | T.B.D        |
| Ilves Tampere | v.s.       | Mariehamn        | Tammelan Stadion  | 31 de agosto | 17:00      | T.B.D        |
| Inter Turku   | v.s.       | VPS Vaasa        | Veritas Stadion   | 31 de agosto | 17:00      | T.B.D        |
| KTP Kotka     | v.s.       | HJK Helsinki     | Arto Tolsa Areena | 31 de agosto | 17:00      | T.B.D        |
| Oulu          | v.s.       | Haka Valkeakoski | Raatti Stadium    | 31 de agosto | 17:00      | T.B.D        |
| SJK Seinäjoki | v.s.       | KuPS Kuopio      | OmaSP Stadion     | 31 de agosto | 17:00      | T.B.D        |

## Estadísticas

### Récords
- Primer gol de la temporada: Anotado por Santeri Hostikka, en el Ilves Tampere 3 – 2 HJK Helsinki (5 de abril de 2025)
- Mayor número de goles marcados en un partido: 7 goles, VPS Vaasa 4 – 3 Oulu (5 de abril de 2025)
- Partido con más espectadores: 8 133, en el HJK Helsinki 0 – 0 KuPS Kuopio (31 de mayo de 2025)
- Partido con menos espectadores: 893, en el Mariehamn 3 – 2 Ilves Tampere (27 de abril de 2025)
- Mayor victoria local: Inter Turku 5 – 0 KTP Kotka (19 de junio de 2025)
- Mayor victoria visitante: KTP Kotka 0 – 5 Ilves Tampere (19 de abril de 2025)